# 로버트 러슬러
로버트 러슬러(Robert Rusler, 1965년 9월 20일 ~ )는 미국의 배우이다.

## 출연 작품
- 더 언윌링 (2017)
- 블러드 피스트 (2016)
- 더 시크릿 오브 40 (2016)
- 테일즈 오브 할로윈 (2015)
- 슬라이스 앤드 다이스: 더 슬래셔 필름 포에버 (2012)
- 딜리버드 (2011)
- 어젠더 (2007)
- 더 헌트 (2006)
- 서베일런스 (2006)
- 쉬프티드 (2006)
- 리바운드 (2005)
- 나인 야드 2 (2004)
- 전함 바비론 (1994)
- 아미티빌 7 (1993)
- 환속의 욕망 (1992)
- 크렘린의 위기 (1992)
- 썸타임 데이 컴 백 (1991)
- 아웃사이더 (1990)
- 샤그 (1989)
- 트래쉰 (1986, Thrashin')
- 뱀파이어 (1986)
- 나이트메어 2 - 프레디의 복수 (1985)